# Australische Badmintonmeisterschaft 1953
Die Australische Badmintonmeisterschaft 1953 fand Ende September 1953 in Hobart, Tasmanien, statt.

## Austragungsort
- Hobart City Hall, Hobart, Tasmanien

## Sieger und Platzierte
| Disziplin    | Gold                      | Silber                    | Bronze                     |
| ------------ | ------------------------- | ------------------------- | -------------------------- |
| Herreneinzel | Don Murray                | Stan Russell              | Allan McCabe               |
| Herreneinzel | Don Murray                | Stan Russell              | Cliff Cutt                 |
| Dameneinzel  | Ethel Peacock             | Amy Pincott               | Peggy Grant                |
| Dameneinzel  | Ethel Peacock             | Amy Pincott               | Margaret Foord             |
| Herrendoppel | Stan Russell Allan McCabe | Cliff Cutt J. Doyle       | Bert Tonkin Don Murray     |
| Herrendoppel | Stan Russell Allan McCabe | Cliff Cutt J. Doyle       | F. Choon Ian Hutchinson    |
| Damendoppel  | Peggy Grant Ethel Peacock | Thelma Richman M. Hornsey | Amy Pincott Margaret Foord |
| Damendoppel  | Peggy Grant Ethel Peacock | Thelma Richman M. Hornsey | Joy Twining P. Barker      |
| Mixed        | Allan McCabe Peggy Grant  | Ong Soo Kit Ethel Peacock | A. Mullins Sally Johnstone |
| Mixed        | Allan McCabe Peggy Grant  | Ong Soo Kit Ethel Peacock | A. Matthews Thelma Richman |